# James Hansen
James Edward Hansen (29 de marzo de 1941, Denison, Iowa, Estados Unidos) es un físico, climatólogo estadounidense, profesor adjunto en el Departamento de Ciencias Terrestres y Ambientales de la Universidad de Columbia. Hasta principios de 2013 dirigió el Instituto Goddard para Estudios Espaciales de la NASA en Nueva York, que forma parte del Centro de vuelo espacial Goddard.

## Investigaciones climatológicas
Hansen es conocido por sus investigaciones en el campo de la climatología. Su testimonio sobre el cambio climático a los comités del Congreso de los Estados Unidos en la década de 1980 ayudó a difundir la cuestión del calentamiento global y su defensa de medidas para limitar los impactos del cambio climático. Así, en junio de 1988 realizó una de las primeras afirmaciones públicas de que el calentamiento causado por el hombre ya había afectado considerablemente el clima global.
En dicha aparición pública, Hansen dijo: "El calentamiento global ha alcanzado un nivel tal que podemos atribuir con un alto grado de certeza una relación de causa y efecto entre el efecto invernadero y el calentamiento observado."
Posteriormente, en un documento de 2007, Hansen postula que 350 ppm (partes por millón) de CO2 en la atmósfera es el límite superior seguro para evitar un punto de inflexión climático. Esto le lleva a afirmar que ese punto ya se habría alcanzado, debido a que los niveles de dióxido de carbono en la actualidad ya han superado los 392 ppm. "Un mayor calentamiento global de 1 °C define un umbral crítico. Más allá de que probablemente veremos cambios que hará de la Tierra un planeta diferente del que conocemos."
En diciembre de 2013, Hansen ha publicado en la Public Library of Science junto con otros 18 autores, un informe sobre los objetivos de la ONU contra el cambio climático. El informe indica que "incluso si se cumpliesen los objetivos fijados por el Panel Intergubernamental del Cambio Climático para mantenerse por debajo de los 2 grados de incremento global de las temperaturas, los autores creen que los daños serían inaceptables."
James Hansen ha recibido junto con el climatólogo Syukuro Manabe el Premio Fundación BBVA Fronteras del Conocimiento en la categoría de Cambio Climático en su IX edición (2016) por crear de manera independiente los primeros modelos computacionales para simular el comportamiento del clima, y además predecir acertadamente, hace ya décadas, cuánto subiría la temperatura de la Tierra por el aumento del CO2 atmosférico. Hoy en día los científicos se basan en decenas de modelos climáticos para predecir la evolución del clima, y todos estos modelos son herederos de los modelos de Hansen y Manabe. 

## Otras actividades públicas
En los últimos años, Hansen también se ha convertido en un activista en pro de mitigar los efectos del cambio climático, que en algunas ocasiones le ha llevado a ser detenido.
Entre sus acciones públicas se pueden citar su fuerte oposición pública a la explotación de las arenas bituminosas de Canadá, así como a la construcción del oleoducto Keystone XL entre Canadá y el Golfo de México.

## Algunas publicaciones
- con Tarō Takahashi (eds.) 2007. Climate Processes and Climate Sensitivity. Am. Geophysical Union ISBN 0875904041

- con Mannava V. K. Sivakumar (eds.) 2007. Climate prediction and agriculture: Advances and Challenges. Springer ISBN 3540446508

- Target Atmospheric CO2: Where Should Humanity Aim? – Dr. James Hansen et al. febrero de 2008 (PDF 4,2 MB)

- Storms of My Grandchildren: The Truth about the Coming Climate Catastrophe and Our Last Chance to Save Humanity. Bloomsbury, 2009, ISBN 978-1608192007
  - Website del texto